# Ісакова Діана Едуардівна
Діана Ісакова (рос. Диана Исакова) — російська активістка, що виступає проти політики Путіна та повномасштабного російського вторгнення в Україну в 2022 році
Її затримали за протест проти використання QR-коду в Сочі в квітні 2022 року і згодом відпустили без притягнення до кримінальної відповідальності. Ісакова покинула Росію 19 серпня 2022 рокуСочі

, давши інтерв'ю ЗМІ, описавши розбіжності зі своїм батьком, сенатором Російської Федерації Едуардом Ісаковим, про порушення прав ЛГБТ в Росії та про російське вторгнення в Україну. Ісакова розповіла про свої плани щодо організації «нової опозиції» проти авторитаризму в Росії.

## Дитинство і навчання
Діана Ісакова народилася в 1996 (1997) році. Її батько Едуард Ісаков згодом став сенатором Ради Федерації Російської Федерації. Батьки Ісакової розлучилися, і з трьох років Діана проживала з матір'ю окремо від батька. Протягом наступних років дитинства Ісакова періодично спілкувалася з батьком, протягом якого він платив аліменти.
У підлітковому віці Діана Ісакова почала цікавитися критичним мислення, а також психологією та питаннями духовності. Вона каже, що її батько виступав проти цих інтересів і принижував їх значення, описуючи як «важкі та непотрібні» теми через її надмірну зосередженість на «власних потребах».
Протягом навчання у старших класах середньої школи, яку вона закінчила, Діана Ісакова жила з батьком у Ханти-Мансійську. З 17-річного віку вона почала подорожувати по світу автостопом.

## Ранні політичні інтереси
У 2019 році Ісакова дізналася про другу хвилю антигейських чисток у Чечні. Вона опублікувала коментар про подію на своїй сторінці у соціальній мережі. Її батько попросив доньку видалити цей коментар, щоб захистити свою політичну кар'єру. Ісакова видалила пост, але посала ще більше збирати інформацію про актуальні політичні події в Росії, включно з протидією уряду Путіна, при цьому не говорила йому про свої опозиційні погляди, щоб уникнути конфлікту з батьком.

## Викладання
Діана Ісакова викладає йогу, медитацію та дає уроки співу.

## Вторгнення Росії в Україну
Після повномасштабного російського вторгнення в Україну 24 лютого 2022 року Ісакова та деякі інші антивоєнні протестувальники в Сочі, які уникли арешту під час протесту в березні в Сочі, вирішили надрукувати листівки з QR-кодами, які відкривали статтю в Інтернеті «Час змінюватися!» написана Ісаковою. В цій статті вона критикує Володимира Путіна як диктатора та закликає громадян організовувати та здійснювати ненасильницький опір владі російського президента.
17 квітня 2022 року Діана Ісакова та її товариші розповсюдили листівки. Саму Ісакову затримали поліцейські й допитували шість годин. Наступного дня її знову допитали. Після арешту Ісакова поговорила зі своїм батьком, який назвав її «зрадницею родини, ворогом народу і злочинницею». Утім, Діану Ісакову до кримінальної відповідальності не притягували. За словами Ісакової, її батько відвідав її, «щоб сказати [їй], що [вона] більше не його донька». Після цього вона покинула Росію 19 серпня 2022 року.
Ісакова дала інтерв'ю BBC News. Вона описала розбіжності зі своїм батьком щодо порушення прав ЛГБТ у Росії та повномасштабне вторгнення Росії в Україну у 2022 році, що призвело до того, що вона відчула «дуже великий вибух емпатії». 19 серпня Едуард Ісаков знову назвав Ісакову «зрадницею» і заявив, що перервав з нею стосунки.

## Проєкт «Сила любові»
У серпні 2022 року Ісакова звернула увага на аналогію між авторитаризмом у власній родині та загальним існуванням авторитаризму в Росії як ключ до заснування активістського проєкту. Вона описала, що і її батько, і Путін стали авторитарними у відповідь на жорстокість, якої зазнали в дитинстві. Вона назвала свій проєкт "Проєкт «Сила любові», спрямований на залучення психологів, відомих активістів і громадських діячів, після кількох місяців спілкування з опозиційними групами в Сочі та Москві. Вона розглядала свій проєкт як доповнення до існуючої діяльності Антипутінської опозиції та описала це як початок формування «нової опозиції» проти вторгнення Росії в Україну.
Ісакова заявила, що «переконана, що диктатура Путіна рано чи пізно впаде». Вона висловила стурбованість тим, що станеться з її батьком у разі втрати Путіним влади.

## Особисте життя
Згідно з обліковим записом Діани Ісакової в Instagram та її інтерв'ю BBC, вона бісексуалка.